# Max Jordan
Max Jordan (né le 19 juin 1837 à Dresde et mort le 11 novembre 1906 à Steglitz) est un historien de l'art prussien. Il est directeur de la Galerie nationale de Berlin de 1874 à 1895.

## Biographie
Max Jordan est né le 19 juin 1837 à Dresde en tant que fils du marchand Gottfried Jordan, qui fonde la chocolaterie Jordan & Timaeus (de) avec son beau-frère Timaeus. Il étudie à l'établissement d'enseignement et d'enseignement Krause et l'école Sainte-Croix de Dresde, où il obtient son diplôme d'études secondaires en 1855. Pendant cette période, il travaille intensivement sur les systèmes sténographiques de Heinrich August Wilhelm Stolze (de) et Franz Xaver Gabelsberger (de) et publie sa « Tentative d'unification des deux systèmes sténographiques allemands » comme manuscrit pour ses amis en 1852. Dès lors, tout au long de sa vie, il utilisera principalement la sténographie de Gabelsberger pour les notes, les concepts, les brouillons, les extraits, etc.
À partir de 1856, il étudie, entre autres, l'histoire aux universités de Berlin, Bonn, Leipzig et Iéna. Au cours de ses études, il devient membre de la Burschenschaft Teutonia Jena en 1856. En 1859, il étudie avec le professeur Johann Gustav Bernhard Droysen avec la thèse « La royauté de Georges de Poděbrady. Une contribution à l’histoire du développement de l’État par rapport à l’Église catholique » pour le doctorat.
En 1861, Jordan entreprend un long voyage d'études à travers l'Italie, qui est décisif pour orienter ses études vers l'histoire de l'art. Après son retour à la fin de l'été 1861, il épouse Agnès Preuß et se rapproche de Gustav Freytag, qu'il a déjà rencontré pendant ses études à Leipzig. En 1864, il rejoint l'équipe éditoriale du magazine Die Grenzboten, dirigé par Freytag.
Lorsque la revue Die Grenzboten est vendue en 1870, il démissionne de la rédaction et se tourne principalement vers l'histoire de l'art. Le 1er mars 1871, il se voit confier la direction du musée de la ville de Leipzig . En 1872, Jordan présente sa thèse d'habilitation Enquêtes sur le livre du peintre de Léonard de Vinci et est depuis professeur à l'Université de Leipzig,.
En 1874, Jordan est nommé directeur de la Galerie royale nationale de Berlin et, cinq ans plus tard, membre du Sénat de l'Académie royale des beaux-arts. Le ministère prussien de la Culture lui décerne le titre de « Maître de conférences et conseiller du gouvernement secret » en 1880 et celui de « Conseiller principal du gouvernement secret » en 1885.
Après la mort de sa femme en 1895, il démissionne de toutes ses fonctions pour des raisons de santé. En 1897, il épouse Hedwig Torges, née Koppe.
Max Jordan est décédé en novembre 1906 à l'âge de 69 ans à Steglitz près de Berlin. Il est enterré à l'ancien cimetière Saint-Matthieu à Schöneberg. Dans le cadre du nivellement du cimetière effectué par les nationaux-socialistes en 1938/1939, la dépouille de Jordan est réinhumée dans le cimetière sud-ouest de Stahnsdorf . La pierre tombale porte un portrait en relief créé par Hugo Lederer.
Par décision du Sénat de Berlin, le dernier lieu de repos de Max Jordan (lieu de sépulture : Block Trinitatis, Feld 21, W.162) est consacrée depuis 1999 comme tombe honorifique de l'État de Berlin. La dédicace est prolongée en 2021 pour la durée habituelle de vingt ans.

## Réception
En plus de ses publications sur les maîtres anciens et antiques, Jordan publie également des monographies sur Janus Genelli (de), Julius Schnorr von Carolsfeld et d'autres artistes allemands plus récents, qu'il soutient et promus.

## Publications
en tant qu'auteur
- Versuch zur Einigung der beiden deutschen Stenographie-Systeme, Dresde, 1852.
- Untersuchungen über das Malerbuch des Leonardo da Vinci. Leipzig, 1873.

en tant que directeur
- History of painting in Italy
- Joseph Archer Crowe (en), Giovanni Battista Cavalcaselle: History of painting in North Italy. 6 Bände. Leipzig, 1869/1874.
- Joseph Archer Crowe: Life of Titian. 1877.

en tant qu'éditeur
- Album der Nationalgalerie.
- Friedrich Preller der Jüngere, Tagebücher des Künstlers, herausgegeben und biographisch vervollständigt von Max Jordan, Munich, 1904.